# حمزة بوكوشة
الشيخ حمزة شنوف المعروف بحمزة بوكوشة  الصحفي والأديب الجزائري ولد عام 1909 في واد سوف بالجزائر، وله العديد من المؤلفات والكتب. وتوفي عام 1994 .

## نشأته ودراسته
وُلد الشيخ حمزة شنوف المدعو بوكوشة بداية القرن الماضي خلال سنة 1909 م ولما كان والده تاجراً جوالاً فقد انتقل إلى عاصمة الزيبان بسكرة وعمره خمس سنوات ومع اهتمام والده بالتجارة كوسيلة من وسائل اكتساب الرزق إلاَّ أنَّه كان مُحباً للعلم والعلماء لذلك حرص على تنشئة ابنه على مائدة القرآنِ والعلوم التي أخذها بداية عن بعض علماء وفقهاء الزيبان بسكرة أبرزهم الشيخ إبراهيم بن عامر وهناك تعلم مبادئ اللغة والفقه، وحفظ كتاب الله الكريم.

لما بلغ السابعة عشر من عمره توجه نحو جامع الزيتونة بتونس أخذاً بوصيته شيخه بن عامر أين جمعه الله بالشيخ حسين بن يوسف الذي درس عنه مختصر البخاري لابن حمزة وجوهرة التوحيد واستمّر بقاؤه في تونس ينهل من علمائها إلى غاية سنة 1930م. وعاد إلى الجزائر مترددا بين الوادي وبسكرة..ومما أثر في عقله ونفسه تعرفه في سنة 1927 م في مدينة بسكرة على الشيخ الطيب العقبي، الذي كان يقود من هناك معركة ضد الجمود والبدع والخرافات، فكان يلزمه مع نخبة من الأدباء بإدارة جريدة الإصلاح التي كان يصدرها.

## مع جمعية العلماء المسلمين الجزائريين

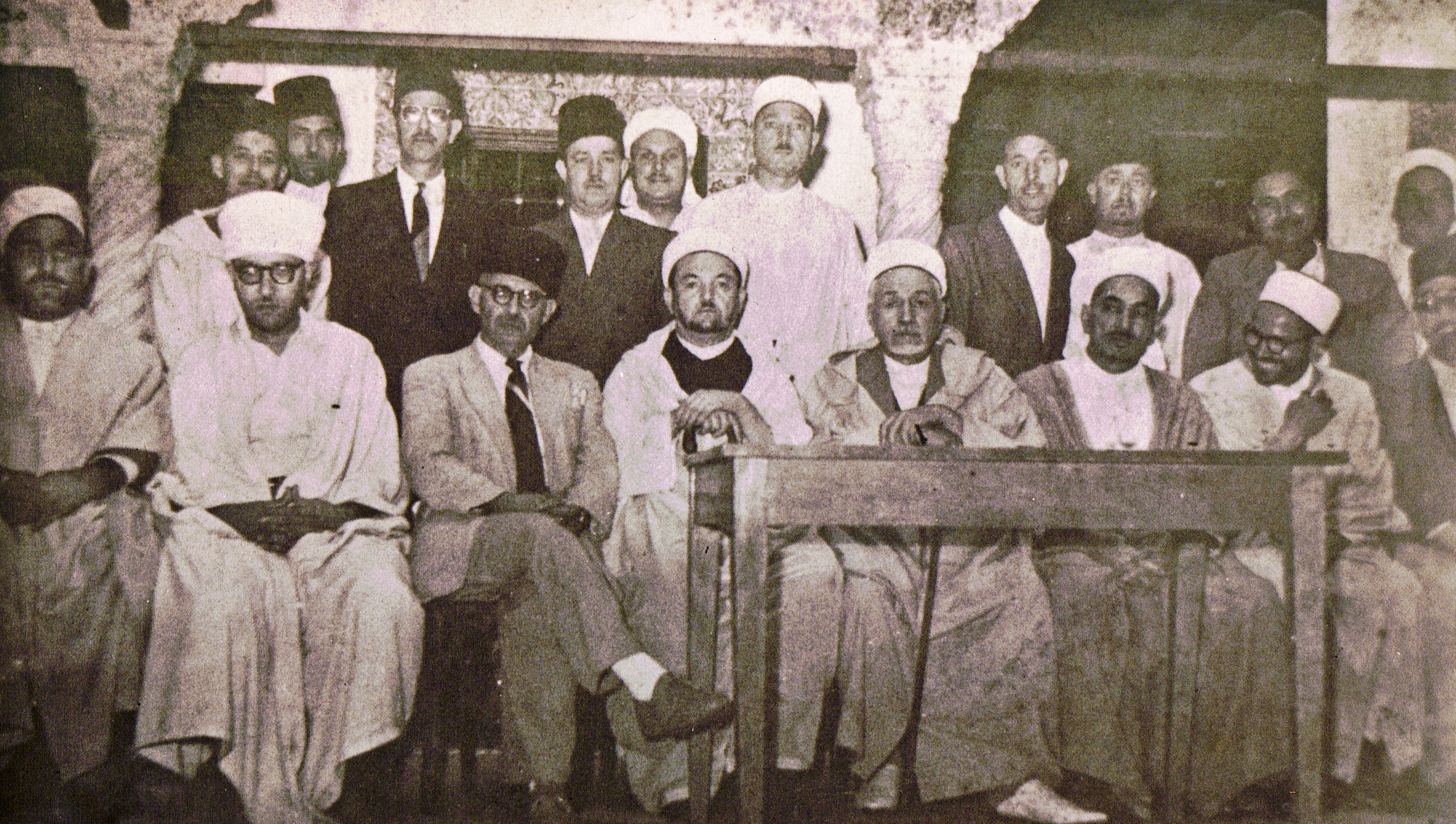
المجلس الإداري لجمعية العلماء - 1949. (الجلوس، من اليمن إلى الشمال) أحمد بوشمال، عبد اللطيف سلطاني، محمد خير الدين البسكري، محمد البشير الإبراهيمي (نائب الرئيس)، العربي التبسي، أحمد توفيق المدني، عباس بن الشيخ الحسين، نعيم النعيمي، (الوقوف من خلف) مجهول، حمزة بوكوشة، أحمد سحنون، عبد القادر المغربي، الجيلالي الفارسي، أبو بكر الأغواطي، أحمد حماني، باعزيز بن عمر، مجهول، مجهول.

لقد حضر الشيخ حمزة تأسيس جمعية العلماء المسلمين الجزائريين، وفي 1931م، وصار عضوا عاملا فيها منذ 1932م، عين مديراً لمدرسة الإصلاح في دلس التابعة للجمعية لينتقل سنة 1936 م إلى مدينة تيزي وزو للإشراف على مدرسة أنشئت هناك بيد أن السلطات الاستدمارية الفرنسية الراصدة لتحركات العلماء حالت دون القيام بهذه المهمة النبيلة فانتقل بعدها إلى عاصمة العلم قسنطينة ليساعد الشيخ ابن باديس رحمه الله في دروسه التي كـان يلقيها بـالجامع الأخضر وقد تخرج عليه طلبة كثيرون، وانتخب في مكتبها الإداري في سنة 1938م، حيث عرّفه الإمام ابن باديس عند تقديمه أعضاء المكتب بقوله: «الشيخ حمزة بوكوشة الكاتب المعروف، والناقد اللاذع، الذي كان أصدر جريدة» المغرب العربي«بمدينة وهران بتلك الروح العربية الإسلامية الصافية الوثّابة، فلم تلبث أن لقيت ما يلقاه أمثالها» .

وفي سنة 1937م انتقل إلى مدينة وهران للإشراف على جريدة «المغرب العربي»، ثم تبين له أن أحد المشرفين عليها الشيخ السعيد الزاهري يريد أن يجعلها منبرا للتشويش على جمعية العلماء، والإساءة إلى أعضائها، فترك الجريدة ورجع إلى مساعدة الإمام ابن باديس في التعليم بقسنطينة. وفي سنة 1938م انتدبته جمعية العلماء للعمل في فرنسا، فاستقر بمدينة ليون، مدعّما جهود الشيخ الفضيل الورتلاني في إنقاذ المغتربين الجزائريين من الرذائل والفسوق وأوهام الشيوعية، وذلك عن طريق الاتصال المباشر بأولئك المغتربين، وتوعيتهم، وتعليمهم مبادئ دينهم. 
وفي سنة 1956م باشرالتدريس بفرع معهد ابن باديس بحي بلكور تحت إدارة الشيخ العربي التبسي.

## بعد الاستقلال
عُين متصرفاً مدنياً بوزارة الأوقاف سنة 1963م ثم سنة 1964م أستاذاً للغة العربية بثانوية عقبة بالجزائر العاصمة. وحاضر في الملتقيات وكتب في الصحف والمجلات..
 وعند تأسيس المجلس الإسلامي الأعلى سنة 1966 عين عضوا مستشارا به ثم اسحب منه للانشغال بالتعليم والتعلم وفي عام 1968 تأسس بجامعة الجزائر قسم لدراسة الحقوق بالعربية انخرط في سلك تلامذته وفي سنة 1971 أحرز على شهادة الليسانس في الحقوق بجامعة الجزائر. وفي سنة 1972 تعاقد مع وزارة العدل وعين عضوا مستشارا بالغرفة المدنية في مجلس القضاء الأعلى. وفي أواخر السبعينات استقال من مجلس القضاء ومارس المحاماة حيث كان مختصا في الأحوال الشخصية.
وقد سجل محنة الشيخ المعلم الأستاذ البشير الإبراهيمي مع الرئيس أحمد بن بلة شهر أفريل 1964م ووقوف الشيخ عبد الرحمن شيبان مع رفيق دربه الإبراهيمي وقفة وفاء سجل ذلك في قصيدة نذكر منها:
```

```

ومما قاله تأبينا لصديقه الشيخ الصديق السعدي (ت 1970م)، وهو أول رئيس للمجلس الإسلامي الأعلى:

ومن اللطائف الأدبية بين الشاعرين الجزائريين حمزة بوكوشة ومحمد العيد آل خليفة أنهما تواعدا على اللقاء بمقهى من المقاهي الشعبية الجزائرية، وكان يوم الموعد يوم مطرِِ، فتأخر لذلك الأستاذ محمد العيد آل خليفة عن الموعد إلى أن يئس صديقه الأديب من قدومه، فأخذ قلمه وأنشأ أبياتا في معاتبته، فقال:

وعند إتمامه للبيت الثاني أقبل الأستاذ محمد العيد فوجده يُتِمُّ المكتوب، فقرأ البيتين، فكتب تحتهما ارتجالاً:

## نماذج أخرى من شعره
من خواطره حول الأديب:
ويقول في مدح الطيب بن عيسى صاحب جريدة الوزير التونسية:
ويقول في ذم الصوفية:

## آثاره
معظم كتاباته ما كان ينشره في جريدة البصائر لسان حال جمعية العلماء وفي بعض الصحف الإصلاحية الأخرى كالشهاب والمرصاد والليالي والأمة والمغرب لابي اليقظان والمغرب العربي بوهران. امتاز الأستاذ بوشوكة بين الادباء بالنقد الادبي والاجتماعي، فكان يحرك السواكن في الساحة الأدبية بآرائه الجريئة وتساؤلاته المحرجة للبعض، فكان يكتب باسمه الصريح غالبا وبإمضاءات مستعارة أحيانا أخرى كسهيل والفتى الزيتوني. 
بالإضافة لمئات المقالات وعشرات المحاضرات فله عدة أعمال منها ما لا يزال في عالم المخطوط مثل: 
- الشيخ الهاشمي الشريف وانتفاضته بوادي سوف.
- من أقطاب السلفية في المغرب العربي الشيخ عبد الحميد بن باديس.
- تراجم لبعض أصدقائه كالشيخ مبارك الميلي ومحمد الأمين العمودي.

## وفاته
بعد حياة مكللة بالجد والاجتهاد وحب الوطن انتقل إلى جوار ربه يوم الأربعاء14 جمادى الثانية 1415هـ الموافق لـ 16 نوفمبر 1994م وعمره 84 سنة وقد شيعت جنازته بمقبرة القطار بالعاصمة فرحمه الله وأسكنه فسيح جنانه.